# Tinea leptocirrha
Tinea leptocirrha är en fjärilsart som beskrevs av Turner 1926. Tinea leptocirrha ingår i släktet Tinea och familjen äkta malar. Inga underarter finns listade i Catalogue of Life.